# Stellidia inconspicua
Stellidia inconspicua là một loài bướm đêm trong họ Erebidae.